# 日米和親条約
日米和親条約（にちべいわしんじょうやく、英：Japan–US Treaty of Peace and Amity）は、1854年3月31日（嘉永7年3月3日）に日本とアメリカ合衆国が締結した条約。神奈川条約（かながわじょうやく、英：Convention of Kanagawa）とも呼ぶ 。日本側全権は林復斎（大学頭）、アメリカ側全権はマシュー・ペリー。
この条約では「通商（貿易）は拒否するが、港は開く」として、アメリカに対し下田と箱館（現在の函館）の2港を開港し、200年あまり続いた鎖国は終わり日本は開国した。なお、日米間の通商（貿易）開始は、4年後に締結された日米修好通商条約からとなる。

## 条約の名称について
条約名のうち「日米」とは、「日」は日本、「米」はメリケン（米利堅）を指す。
当時の日本における正式名は「日本国米利堅合衆国和親条約」（にほんこくめりけんがっしゅうこくわしんじょうやく）である。幕末から明治にかけては、アメリカ合衆国は「メリケン」「米利堅」と呼ばれることが多かった。
英文における正式名称は「Convention of Peace and Amity between the United States of America and the Empire of Japan（アメリカ合衆国と日本帝国間の平和および修好の条約）」であり、前述のように「Treaty of Kanagawa（神奈川条約）」と通称される。

## 経緯

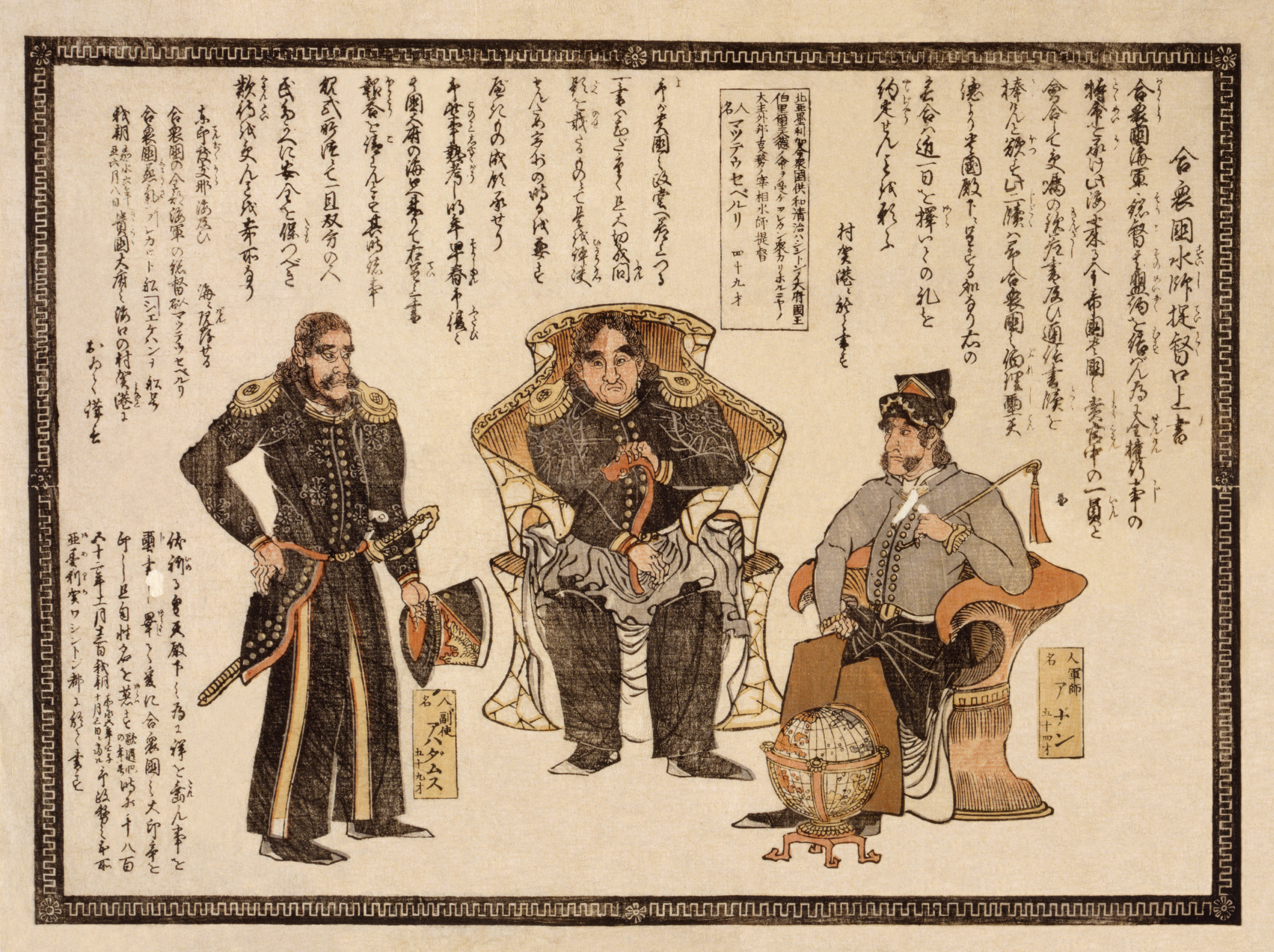
「合衆国提督口上書」という、ペリーら三人の使節を描いた錦絵

モリソン号事件やアヘン戦争に於ける清国の敗北もあり、1842年8月28日（天保13年7月22日）に江戸幕府は異国船打払令から薪水給与令に改めた。外国船が日本に寄港を望む場合には必要な食料や薪水を与え、速やかに退散させるように努めること、ただし上陸させるなというものであった。幕府は方針変更を長崎のオランダ商館長に諸外国に伝えるよう要請した。しかし、西洋諸国の中で対日貿易を独占していたオランダは、1844年に日本に開国を勧める国王ウィレム2世の親書を渡しただけで、幕府の方針変更を1851年まで諸外国に知らせなかった。この変更も開国を意味せず、諸外国の船舶には穏便に帰国してもらうことが目的であった。幕府は海軍を持っておらず、老中の水野忠邦は、江戸湾がもっとも狭くなる観音崎-富津間で、敵艦が一隻でも封鎖行動に出れば、江戸の全消費量の6割以上の物資を運搬している廻船が江戸に入ることができなくなることを恐れた。
1845年4月17日、鳥島やその周辺海域で遭難した日本の漁師22人を救助したアメリカのマンハッタン号が浦賀入港を許された。漂流民の受け渡しは長崎に限られていたが、例外処置として浦賀でも認められた。1846年7月、アメリカのビドル提督が帆船2隻で江戸湾に来航したが、ジョン・カルフーン国務長官の親書を渡すことができなかった。1849年4月、ジェームス・グリン艦長のプレブル号1隻が長崎に来航し、交渉の末、オランダ商館経由でアメリカ漂流民14人 を引き取った。同年6月に発行された『チャイニーズ・リポジトリー』の記事では漂流民は日本の役人に12か月にわたってひどく野蛮な扱いを受けたとされているが、アメリカ海軍省が議会に提出した尋問調書では、「捕鯨船内より、長崎の半年間のほうが待遇ははるかに良かった。食べ物は十分にあり、衣類も冬物と夏物の両方をもらい、屋敷牢はかなり自由で、運動も十分にできた。船内よりはるかに快適である」となっている。
老中首座の阿部正弘はオランダ商館からの報告書「別段風説書」を通じて、外国勢力が日本に迫ってくることを知っていた。1850年の別段風説書では、北太平洋で操業する捕鯨船主らのロビー活動によって、アメリカ議会で日本を開国しろという議論が起こっていること、1852年の報告では、翌年の春以降にアメリカの蒸気軍艦がペリーに率いられて江戸城にやってくることが報告されていた。ペリー来航の予告情報は、1852年夏ごろ、阿部から有力譜代大名（彦根の井伊家、高松市と会津の松平家ほか）に知らされ、同年暮れには外様の雄藩である薩摩藩の島津斉彬に知らされた。幕府内部でも秘密主義がとられ、通知は奉行レベルに止められたようで、浦賀奉行所の現場を担当する組頭や与力には知らされなかった。また幕府はペリー来航の地を長崎か浦賀のいずれかと想定し、長崎を中心としていたオランダ通詞の配置を変え、浦賀奉行所の体制を強化した。
1853年7月8日（嘉永6年）、フィルモア米大統領の命を受けたペリー提督は、5月26日に琉球の那覇沖に来航して6月6日に首里城を訪問し、6月14日に小笠原諸島の父島を訪問した後、艦隊（日本では黒船と呼ばれた、蒸気外輪フリゲートのサスケハナ（旗艦）、ミシシッピ、帆走スループのプリマス、サラトガ）を率いて日本に来航、浦賀沖に現れた。ペリーは大統領の国書を渡すことが目的であることを伝えた。幕府は戦闘を避けながら(穏便専要）、艦隊の長崎回航を強く求めたが、ペリーが「要求を拒否するならば、強力な武力をもってアメリカ大統領の国書を渡すために上陸する」と回答したため、7月12日、明後日に久里浜で国書を受け取ることを、ペリーに伝えた。7月14日、ペリーは久里浜に上陸し、急ぎ設営された応接所で、大統領の開国・通商を求める親書およびペリーの信任状と書簡を手交した。幕府側の代表は浦賀奉行の戸田氏栄であった。7月15日にはミシシッピ号を江戸湾奥深く侵入させ、幕府を驚愕させた。7月17日朝、ペリーは翌年の再来を予告して江戸湾を退去し琉球へ向かった。
アメリカの国書には、日本と国交を結ぶために使節を送ること、アメリカに侵略の意思がないこと、アメリカの国土が大西洋と太平洋をまたいでいること、アメリカの蒸気船が18日で太平洋を越えて日本に至ることができること、日本が鎖国状態にあることは承知しているが、時勢に応じて方針を変更すべきであること、開国を直ちに行えない場合は、5年から10年の期間を限って実験的に開国することもできること、多くのアメリカ船がカリフォルニアから清国に向けて出航していること、捕鯨船も日本近海に多く出漁していることが書かれてあり、難破船の乗組員の救出、アメリカ船への水・食料の補給、通商の開始という3つの具体的な要求項目が掲げられていた。
翌年の1854年2月13日（嘉永7年1月16日）、再び来航して7隻の艦船が江戸湾（東京湾）に侵入し横浜沖に停泊した。蒸気船はポーハタン号（旗艦）が加わり、3隻になっていた。艦隊は後に2隻が加わり9隻になった。幕府は艦隊を浦賀沖に戻すことを求めたが、ペリーは拒否した。1853年2月22日から浦賀湊の館浦に建てられた応接所において、アメリカの国書に対する回答をどこでするかについて交渉が始まった。ペリー側は江戸での回答を強く求め、江戸が無理ならば品川か川崎での回答を求めた。交渉は難航したが、2月27日、横浜村に決定した。幕府は当初、できるだけ戦争を避けながら、要求項目に対し具体的な回答をしないという方針であったが、3月4日、難破船の乗組員の救助と食料・水・薪の補給だけを認めることになり、通商の開始については海防参与の徳川斉昭の強い反対のため見送ることとなった。
同年3月4日（2月6日）、幕府は武蔵国久良岐郡横浜村字駒形（神奈川県横浜市中区の神奈川県庁付近、現横浜開港資料館所在地）に応接所を設置し、約1か月にわたる協議の末、同年3月31日（3月3日）に全12箇条からなる日米和親条約を締結、調印した。日本側の実務担当者は、大学頭林復斎であった。
ペリーが英文版に署名すると、林は「我々は、外国語で書かれたいかなる文書にも署名することはできない」と言い、署名せずに英文版1通を返し、井戸覚弘（対馬守）、伊沢政義（美作守）、鵜殿長鋭（民部少輔）の応接掛3名の署名・花押のある日本語版1通を渡した。オランダ語版は通訳森山が署名した日本のものと通訳ポートマンが署名したアメリカのものが交換され、漢文版は通訳松崎満太郎の署名・花押のある日本のものと、通訳ウィリアムズが署名したアメリカのものが交換された。双方が同じ版に署名したものは1通もなかった。しかも、正文を何語にするかの交渉は、日米間で一度も行われず、条約にも正文に関する記載がまったくなかった。
この条約の第11条は和文と英文では内容が異なっており、英文の第11条は開国以外の何物でもないが、和文の第11条では、幕府は開国したとは言えない。幕府側が譲歩したのは、下田、函館の2港の開港だけであり、開国に強く反対する勢力を抑えることができた。この違いは後にハリスが赴任した際に大きな外交問題に発展した。

その後、伊豆国下田（現静岡県下田市）の了仙寺へ交渉の場を移し、同年6月17日（5月22日）に和親条約の細則を定めた下田追加条約(下田条約)（全13箇条）を締結した。なお、ペリー艦隊は同年6月25日（6月1日）に下田を去り、帰路琉球へ立ち寄り、琉球王国とも通商条約を締結している。
1857年6月17日（安政4年5月26日）、アメリカ総領事のタウンゼント・ハリスと下田奉行の井上信濃守清直、中村出羽守時万の間で日米和親条約を修補する全9箇条の日米追加条約(下田協約)が締結された。

### アメリカ国内

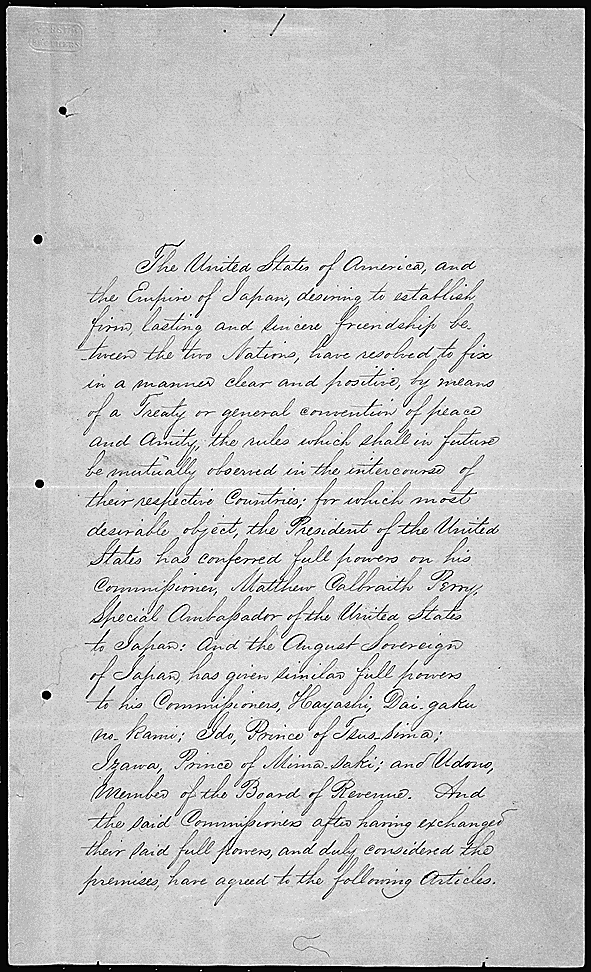
日米和親条約の英語版原文

アメリカ国内での締結手続経緯は、以下のとおり。
- 1854年3月31日 - 日本特派大使[16] ペリーが署名
- 1854年7月15日 - アメリカ合衆国上院（アメリカ合衆国第33議会（英語版））が批准に助言と同意
- 1854年8月7日 - フランクリン・ピアース大統領が批准を裁可
- 1855年2月21日 - 下田で批准書を交換
- 1855年6月22日 - 大統領が条約締結権行使を宣言

## 内容
日米和親条約では次のような内容が定められた。
第1条

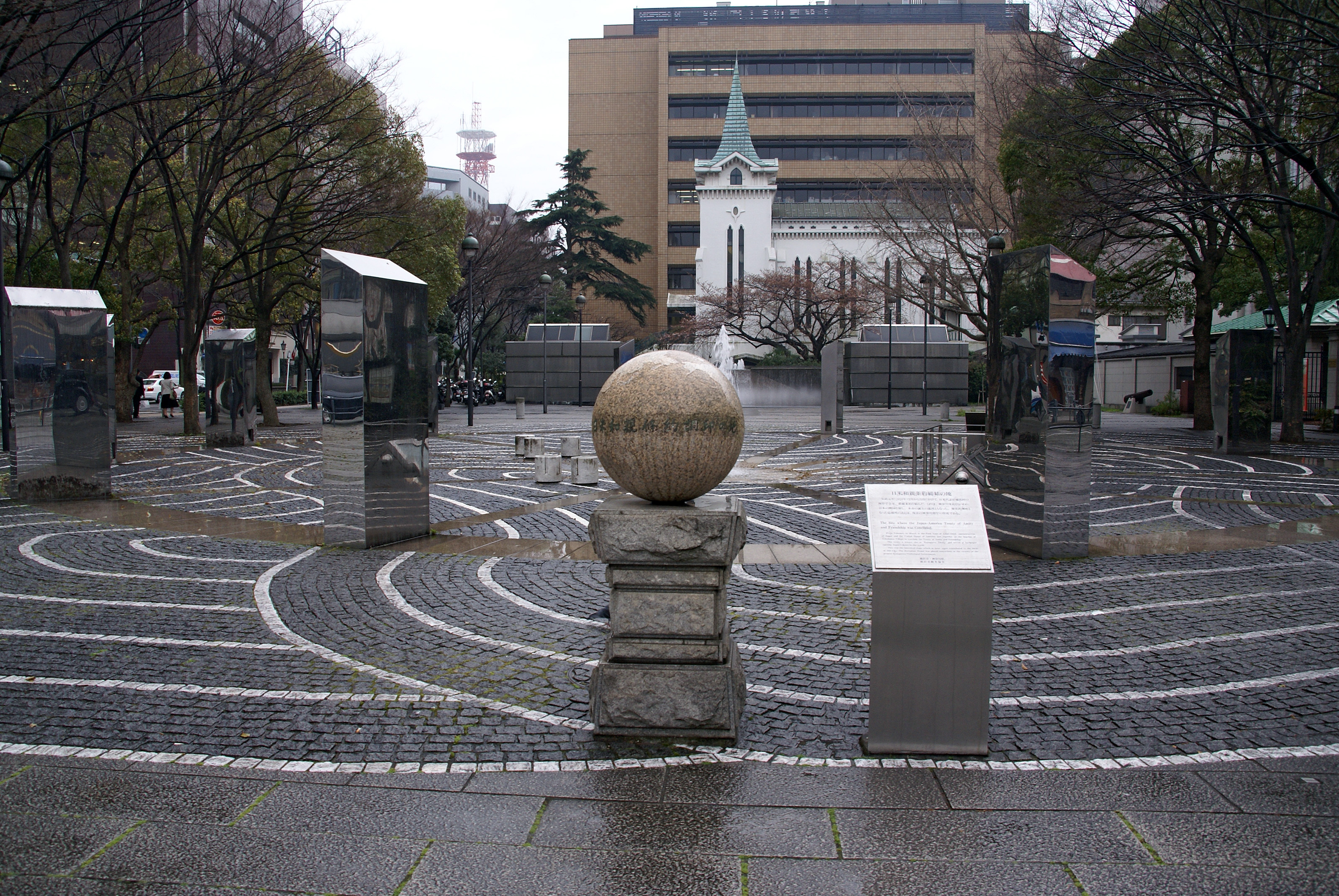
日米和親条約調印地
横浜市中区日本大通（横浜港開港広場）

- 日米両国・両国民の間には、人・場所の例外なく、今後永久に和親が結ばれる。

第2条
- 下田（即時）と箱館（函館）（1年後）を開港する（条約港の設定）。この2港において薪水、食料、石炭、その他の必要な物資の供給を受けることができる。
- 物品の値段は日本役人がきめ、その支払いは金貨または銀貨で行う。

第3条
- 米国船舶が座礁または難破した場合、乗組員は下田または箱館に移送され、身柄の受け取りの米国人に引き渡される。
- 避難者の所有する物品はすべて返還され、救助と扶養の際に生じた出費の弁済の必要は無い（日本船が米国で遭難した場合も同じ）。

第4条
- 米国人遭難者およびその他の市民は、他の国においてと同様に自由であり、日本においても監禁されることはないが、公正な法律には従う必要がある。

第5条
- 下田および箱館に一時的に居留する米国人は、長崎におけるオランダ人および中国人とは異なり、その行動を制限されることはない。
- 行動可能な範囲は、下田においては7里以内、箱館は別途定める。

第6条
- 他に必要な物品や取り決めに関しては、両当事国間で慎重に審議する。

第7条
- 両港において、金貨・銀貨での購買、および物品同士の交換を行うことができる。
- 交換できなかった物品はすべて持ち帰ることができる。

第8条
- 物品の調達は日本の役人が斡旋する。

第9条
- 米国に片務的最恵国待遇を与える。

第10条
- 遭難・悪天候を除き、下田および箱館以外の港への来航を禁じる。

第11条（和文）
- 両国政府が必要と認めたときに限って、本条約調印の日より18か月以降経過した後に、米国政府は下田に領事を置くことができる。

第11条（英文）
- 両国政府のいずれかが必要とみなす場合には、本条約調印の日より18か月以降経過した後に、米国政府は下田に領事を置くことができる。

第12条
- 両国はこの条約を遵守する義務がある。
- 両国は18か月以内に条約を批准する。

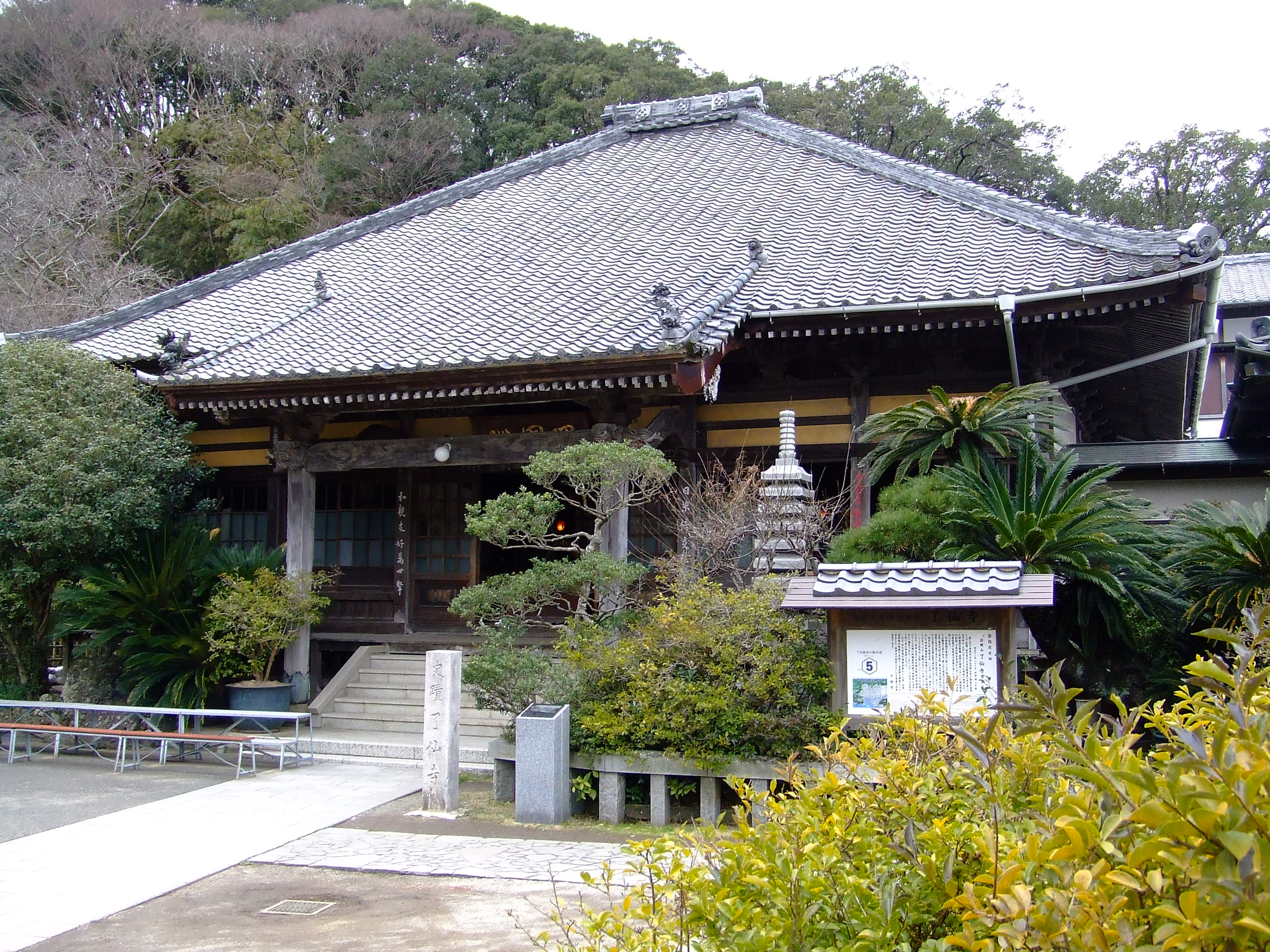
下田条約が締結され、暫定的なアメリカ人休息所として設定された了仙寺

また、下田条約では次のような細則が定められた。
- アメリカ人の移動可能範囲は下田より7里、箱館より5里四方に限り、武家・町家に立ち入る事を禁ず。
- アメリカ人に対する暫定的な休息所として了仙寺・玉泉寺に置き、米人墓所は玉泉寺に置く。
- アメリカ人が鳥獣を狩猟する事を禁ず。

## アメリカ側の目的
当時アメリカは、清をはじめとする東アジアとの貿易のために太平洋航路を必要としていた。当時の蒸気船では十分な燃料を積み込むことはできず、補給のための寄港地として日本の港が必要であった。水、食料についても補給が必要であり、特に冷蔵庫もしっかりした保存食もない時代において、脚気や壊血病の防止、また乗組員の満足できる味と量の食事のためには生野菜や肉類の補給が必要であった。また、北太平洋での鯨油を目的とした捕鯨を行う上で、国交がない状態では漂着した自国の捕鯨船員の引渡しもままならず不便であった。このような背景から、ペリーの来航目的には通商交渉も含まれてはいたものの無理な交渉は行わず、人身保護と補給を主目的とした和親条約が締結されることとなった。下田と函館が開港場に選ばれたのも、補給の利便性を重視したものであった。

## 影響
幕府はペリーの来航を受けて、1853年9月、大船建造の禁を解除し、遠洋航海が可能な大型船建造の禁が解かれた。幕府と諸藩は建造や購入を通じて西洋式艦船を取得し、海軍建設を始めた。1855年、幕府は長崎海軍伝習所を設立し、幕府や諸藩から派遣された若者に、航海術、砲術、造船学などを学ばせた。オランダはオランダ海軍所有の軍艦スームビング（後の観光丸）を贈与し、この年に22名、1857年には37名の教官団を伝習所に送り込んだ。

## エピソード

### 通訳
ペリーは日本との交渉のために、漢文担当の主席通訳官サミュエル・ウィリアムズおよびオランダ語通訳アントン・ポートマン（後に駐日米国代理公使）を乗艦させていた。フィルモア大統領の親書は漢文およびオランダ語に翻訳され、日米和親条約も日本語、英語に加えて漢文版、オランダ語版が作成されて内容の確認が行われている。会話による交渉はオランダ語が中心となり、親書受け渡しの儀式にはポートマンのみが参列しているが、文書による交渉では漢文が併用された。なお、ウィリアムズは漂流民から日本語を学んでおり、ペリーはウィリアムズに日本語での直接交渉も期待していたが、ウィリアムズは「自身の日本語はそのレベルには無い」とこれを辞退している。日本側でもオランダ語通詞の堀達之助は多少の英語ができ、来航した米国艦に対して「I can speak Dutch!」と叫んだとされている。2回目の来航時には長崎でラナルド・マクドナルドから英語を学んだ森山栄之助が第1通訳となっている。また、米国から帰国していたジョン万次郎も幕府に雇用されたが、スパイ疑惑を讒言されたために実際の交渉には参加していない。

### 批准書

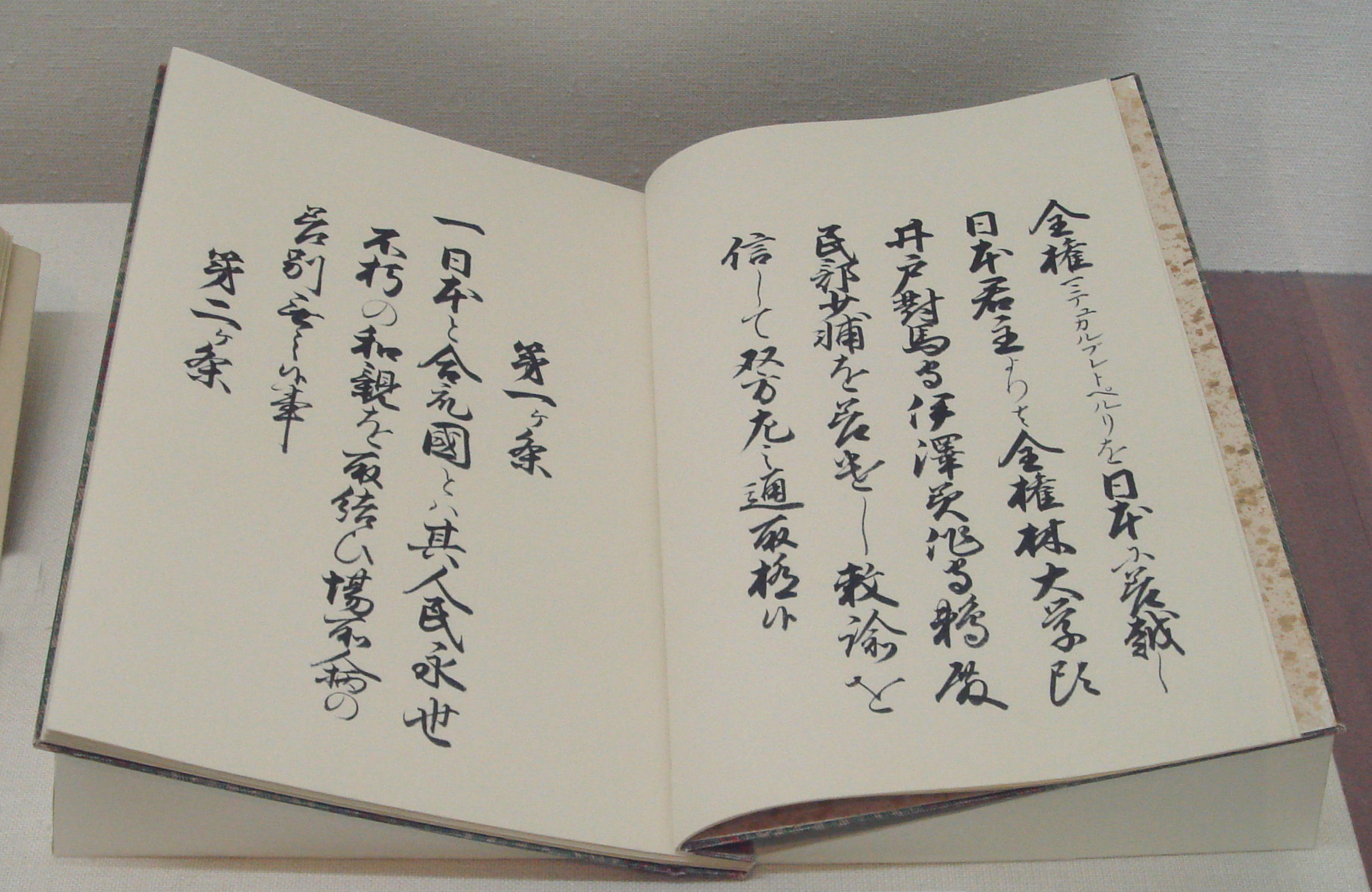
日本語批准書

条約の日本語批准書原本は、幕末の江戸城火災により焼失した。オランダ語によって書かれた批准書原本のうちアメリカ合衆国が持ち帰ったものについては、アメリカ国立公文書記録管理局で保管されており、現存する。2004年（平成16年）には、日米交流150周年を記念して、アメリカから日本へ条約批准書のレプリカが贈られた。

### 史跡
ペリー来航時の石版画にも描かれたタブノキ「玉楠の木（タマクスの木）」が横浜開港資料館の中庭に残っており、「日米和親条約締結の地に残るタブノキ」として横浜市の史跡に指定されている。

## 取り上げた作品
映画
- 武士道ブレード （1981年）